# Greta Van Fleet
A Greta Van Fleet egy amerikai hard rock/blues rock együttes, amely 2012-ben alakult a Michigan állambeli Frankenmuth-ban. A zenekar Highway Tune című dala 2017 szeptemberében négy hétig az első helyen állt a Billboard Active, illetve Mainstream Rock listáin. A From the Fires című EP 2019-ben Grammy-díjat kapott a "Legjobb rockalbum" kategóriában.

## Története
Az együttest Josh és Jake Kiszka ikertestvérek, fiatalabb testvérük, Sam és Kyle Hauck alapították. Egy évvel később Hauck helyére Danny Wagner került. Nevüket a városukban lakó idős asszonyról kapták, bár a hölgy neve Gretna van Fleet volt, amelynek megváltoztatásával lett Greta van Fleet a zenekar neve. Különlegességként említendő, hogy maga Gretna van Fleet nem szereti az együttes zenéjét, de elismeri és tiszteli őket. 2017-ben lemezszerződést kötöttek a Lava Records-szal, a Republic Records alkiadójával.
Az együttes első két EP-je 2017-ben jelent meg a Republic Records gondozásában, egy évvel később, 2018-ban pedig piacra került első és eddig egyetlen nagylemezük is, amelyet szintén a Republic Records adott ki.
A Greta van Fleet zenéjét gyakran hasonlítják a Led Zeppelinhez. A Zeppelin énekese, Robert Plant a kedvenc együttesei közé sorolta őket, és úgy hivatkozott rájuk, hogy "ők a Led Zeppelin I".

## Tagjai

### Jelenlegi tagok
- Josh Kiszka – ének (2012–)
- Jake Kiszka – gitár, vokál (2012–)
- Sam Kiszka – basszusgitár, billentyűk, vokál (2012–)
- Danny Wagner – dob, vokál (2013–)

### Korábbi tagok
- Kyle Hauck – dob (2012–2013)

## Diszkográfia

### Stúdióalbumok
- Anthem of the Peaceful Army (2018)
- The Battle at Garden's Gate (2021)
- Starcatcher (2023)

### Középlemezek
- Black Smoke Rising (2017)
- From the Fires (2017)

## Díjak és jelölések
Fryderyk
| Év   | Jelölt/Munka                | Kategória              | Eredmény |
| ---- | --------------------------- | ---------------------- | -------- |
| 2019 | Anthem of the Peaceful Army | Legjobb debütáló album | Elnyerte |

Grammy-díj
| Év   | Jelölt/Munka       | Kategória                      | Eredmény |
| ---- | ------------------ | ------------------------------ | -------- |
| 2019 | Greta Van Fleet    | Legjobb Új Előadó              | Jelölve  |
| 2019 | Highway Tune       | Legjobb Rockzenei Teljesítmény | Jelölve  |
| 2019 | Black Smoke Rising | Legjobb Rock Dal               | Jelölve  |
| 2019 | From the Fires     | Legjobb Rock Album             | Elnyerte |

iHeartRadio Music Awards
| Év   | Jelölt/Munka | Kategória       | Eredmény |
| ---- | ------------ | --------------- | -------- |
| 2019 | Safari Song  | Az év Rock-dala | Elnyerte |

Loudwire Music Awards
| Év   | Jelölt/Munka    | Kategória         | Eredmény |
| ---- | --------------- | ----------------- | -------- |
| 2017 | Greta Van Fleet | Legjobb Új Előadó | Elnyerte |